# Juliet Chekwel
Juliet Chekwel (* 25. Mai 1990 in Kapchorwa) ist eine ugandische Langstreckenläuferin.

## Sportliche Laufbahn
Erste internationale Erfahrungen sammelte Juliet Chekwel bei den Commonwealth Youth Games 2008 in Pune, bei denen sie in 4:24,60 min den vierten Platz im 1500-Meter-Lauf belegte. Zwei Jahre später schied sie bei den Afrikameisterschaften in Nairobi mit 4:25,50 min in der ersten Runde aus. Bei den Crosslauf-Weltmeisterschaften 2011 in Punta Umbría wurde sie in 26:37 min 22. und zwei Jahre darauf bei den Crosslauf-Weltmeisterschaften 2013 in Bydgoszcz in 24:58 min Neunte. 
In diesem Jahr qualifizierte sie sich im 10.000-Meter-Lauf auch für die Weltmeisterschaften in Moskau, bei denen sie in 32:57,02 min auf dem 16. Rang einlief. Bei den Crosslauf-Weltmeisterschaften 2015 in Guiyang wurde sie 14. und bei den Weltmeisterschaften in Peking in 32:20,95 min 17. Im Jahr darauf nahm sie an den Olympischen Spielen in Rio de Janeiro teil und schied dort im 5000-Meter-Lauf mit 15:29,07 min im Vorlauf aus, während sie über 10.000 Meter nicht das Ziel erreichte.
2018 nahm sie erstmals an den Commonwealth Games im australischen Gold Coast teil und wurde dort in 15:30,17 min Vierte. Zudem belegte sie im 10.000-Meter-Bewerb in 31:57,97 min Rang sieben. Im Oktober siegte sie mit neuer Bestleistung und Nationalrekord beim Cardiff-Halbmarathon. Im Jahr darauf wurde sie bei den Crosslauf-Weltmeisterschaften in Aarhus nach 37:35 min 13. und sicherte sich mit dem Team die Bronzemedaille. 
Anschließend siegte sie beim Halbmarathon in Padua und belegte bei den Weltmeisterschaften in Doha in 33:28,18 min den 20. Platz. Im Februar 2020 gewann sie bei ihrem Marathon-Debüt den Sevilla-Marathon in 2:23:13 h, womit sie einen Streckenrekord aufstellte und den ugandischen Rekord um über 9 Minuten verbesserte. 
Bei den Halbmarathon-Weltmeisterschaften in Gdynia gelangte sie mit neuem Landesrekord von 1:08:44 h auf Rang 14 und im Jahr darauf wurde sie bei den Olympischen Sommerspielen in 2:53:40 h 69.
2008 wurde Chekwel Ugandische Meisterin im 1500-Meter-Lauf.

## Persönliche Bestzeiten
- 1500 Meter: 4:18,73 min, 5. Juni 2010 in Oordegem
- 3000 Meter: 9:25,23 min, 24. August 2019 in Cles
- 5000 Meter: 15:20,15 min, 2. Juni 2016 in Rom
- 10.000 Meter: 31:37,99 min, 24. April 2016 in Rubiera
- Halbmarathon: 1:08:44 h, 17. Oktober 2020 in Gdynia (ugandischer Rekord)
- Marathon: 2:23:13 h, 23. Februar 2020 in Sevilla (ugandischer Rekord)